# Alimentatie
Alimentatie is in Nederland een financiële bijdrage aan de kosten van levensonderhoud na een echtscheiding. Deze wordt door de partner met de meeste inkomsten verstrekt aan de minder draagkrachtige partner en/of aan de kinderen uit de relatie. In België is onderhoudsgeld het synoniem, maar de term alimentatie wordt ook vaak gebruikt.

## Historie
Tot 1971 was de schuldvraag meebepalend voor het recht op en de verplichting tot betaling van alimentatie. De alimentatie voor een overspelige echtgenote kon bijvoorbeeld worden beperkt of ontzegd.  
Sinds 1971 heeft de schuldvraag zo goed als geen invloed meer op het recht op alimentatie.
In 1994 werd de maximale duur van de alimentatie beperkt tot 12 jaar, tenzij de ex-partners zelf samen een langere periode dan 12 jaar afspreken, of als dit niet van de onderhoudsgerechtigde kan worden gevergd.

## Procedure
Een gerechtelijke procedure ter vaststelling, wijziging of beëindiging van alimentatie via de rechter begint altijd met een verzoekschrift. De partners hebben bij de procedure een advocaat nodig, deze stelt voor de partners het verzoekschrift op.  
In het verzoekschrift moeten de volgende zaken vermeld staan:
- achternaam, voornamen, geboortedatum en adres van de ex-partners (bij een verzoek om partneralimentatie);
- achternaam, voornamen, geboortedatum en adres van het minderjarige kind en van de ouders (bij een verzoek om kinderalimentatie voor een minderjarig kind);
- achternaam, voornamen, geboortedatum en adres van het meerderjarig kind en van de ouder van wie de financiële bijdrage wordt gevraagd (bij een verzoek om kinderalimentatie voor een meerderjarig kind);
- reden voor vaststelling, wijziging of beëindiging van de alimentatie.

De advocaat stuurt het verzoekschrift naar de griffie van de rechtbank in het arrondissement waar de aanvrager woont. De griffier stuurt een afschrift van het verzoek naar de andere ex-partner.
Als de andere ex-partner het niet eens is met dit verzoek, kan hij of zij via een advocaat een verweerschrift indienen. In het verweerschrift moet de ex-partner de reden van bezwaar aangeven. Als er een verweerschrift is ingediend, worden beide ex-partners opgeroepen voor een zitting.
Is er geen verweerschrift ingediend, dan vindt er in beginsel geen zitting plaats. De rechter neemt dan op basis van het verzoek een beslissing. Dit betekent dat het verzoek wordt ingewilligd, tenzij het kennelijk onredelijk is.
Is er wel een verweerschrift ingediend, dan vindt er een zitting achter gesloten deuren plaats. Dit betekent dat er geen publiek aanwezig mag zijn, wel belanghebbenden.
Als er geen verweerschrift is ingediend en er wel een zitting plaatsvindt, kan de rechter bepalen dat tijdens de zitting alsnog een verweerschrift mag worden ingediend. De rechter deelt aan het einde van de zitting mee op welk moment de beslissing genomen zal worden.
De beslissing van de rechter wordt schriftelijk vastgelegd en wordt geen vonnis, maar een beschikking genoemd. De ex-partners krijgen de beschikking via hun advocaat toegestuurd. Ze kunnen op de dag van de uitspraak na 12 uur ook de griffie bellen voor de uitslag.

## Partneralimentatie
Na een scheiding vervalt de verplichting om financieel voor elkaar te zorgen niet. Heeft een van de ex-partners niet voldoende inkomsten om een levensstandaard gerelateerd aan de welstand tijdens het huwelijk te bekostigen, dan moet de ander alimentatie betalen.
Partneralimentatie kan op twee manieren worden vastgesteld:
- de ex-partners kunnen samen afspraken maken over de hoogte en duur van de alimentatie. Deze afspraken leggen zij schriftelijk vast.  Vaak worden dit soort afspraken en andere toekomstige wijzigingen, via een advocaat of notaris vastgelegd;
- de rechter stelt de hoogte en de duur van de alimentatie vast als de ex-partners geen afspraken kunnen of willen maken over de alimentatie.

De rechter houdt bij het vaststellen van het alimentatiebedrag rekening met:
- de behoefte van de ex-partner die alimentatie vraagt;
- de draagkracht van de ex-partner die alimentatie moet betalen;
- de vraag of de alimentatiegerechtigde niet meer te besteden overhoudt dan de alimentatieplichtige.

De rechter kan het alimentatiebedrag wijzigen als:
- de financiële omstandigheden van één of beide ex-partners gewijzigd zijn. Het alimentatiebedrag kan dan niet meer in overeenstemming met de bovenstaande wettelijke maatstaven zijn;
- de rechter bij zijn of haar eerdere beslissing is uitgegaan van verkeerde of onvolledige gegevens.

Het kan gebeuren dat een ex-partner geen alimentatie ontvangt of niet genoeg heeft aan de alimentatie om in het levensonderhoud te voorzien. De ex-partner kan dan een (aanvullende) bijstandsuitkering aanvragen bij de sociale dienst in de eigen woonplaats. De Gemeentelijke Sociale Dienst gaat dan na:
- of de ex-partner onderhoudsplichtig is;
- of de uitgekeerde bijstand op de ex-partner kan worden verhaald.

### Duur van de alimentatie
Meestal wordt geen alimentatieduur vastgesteld. In dat geval geldt in beginsel de wettelijke duur van de alimentatie van 12 jaar na de datum van inschrijving van de echtscheidingsbeschikking in de registers van de burgerlijke stand.
Als de partneralimentatie op of na 1 juli 1994 is vastgelegd en er geen periode is vastgesteld, dan hanteert de wet twee perioden:
- periode van in beginsel 12 jaar (deze termijn van 12 jaar kan in uitzonderlijk gevallen verlengd worden). Deze geldt voor een:
  - huwelijk met kinderen;
  - huwelijk zonder kinderen dat langer dan 5 jaar heeft geduurd.
- periode van maximaal 5 jaar. Deze geldt voor een huwelijk zonder kinderen dat niet langer dan 5 jaar heeft geduurd. In dat geval moet de alimentatie net zo lang betaald worden als het huwelijk heeft geduurd.

Als de partneralimentatie dateert van voor 1 juli 1994 gelden andere regels. Daarbij geldt in principe een maximum van 15 jaar. Die termijn kan echter nog verlengd worden als de beëindiging voor de alimentatiegerechtigde te ingrijpend zou zijn.
De periode start op het moment dat de echtscheidingsbeschikking is ingeschreven in de registers van de burgerlijke stand. De ex-partners kunnen samen ook een langere periode dan 12 jaar afspreken. De rechter kan geen langere periode dan 12 jaar vaststellen.
Partneralimentatie eindigt als:
- een van de ex-partners overlijdt;
- degene die alimentatie ontvangt, trouwt, een geregistreerd partnerschap aangaat of gaat samenwonen als waren zij gehuwd.
- de door de rechter vastgestelde periode of de onderling afgesproken periode voorbij is.

Een ex-partner kan de rechter om wijziging van de afgesproken of vastgestelde periode vragen. Dit kan als blijkt dat de periode te kort of te lang is, waardoor een van beide ex-partners ernstig benadeeld wordt.
Na 12 (of maximaal 5) jaar kan de ex-partner die alimentatie ontvangt de rechter om verlenging vragen. Dit is alleen mogelijk als stopzetting voor de ex-partner die alimentatie ontvangt bijzonder onredelijk zou zijn. Een verzoek om verlenging moet uiterlijk binnen drie maanden nadat de alimentatieperiode om is, worden ingediend bij de rechtbank.
Voor huwelijken die 5 jaar of korter hebben geduurd en waarbij geen minderjarige kinderen betrokken zijn is een versoberde wetgeving in de maak. De voorgenomen wetswijzigingen voorzien dat er voor kortlopende huwelijken of geregistreerde partnerschappen minder lang, of in sommige gevallen zelfs helemaal geen alimentatie meer betaald hoeft te worden.
Partneralimentatie is voor de ontvanger belast en voor de betaler aftrekbaar. Voor het vaststellen van de hoogte van de alimentatie, worden veelal de door de rechters ontwikkelde Tremanormen gehanteerd (zie www.rechtspraak.nl). Hoewel deze normen openbaar zijn, blijft het voorspellen van de hoogte van de alimentatie vrij lastig. Het is moeilijk te zeggen welke posten wel en welke niet geaccepteerd zullen worden. De rechter mag ook afwijken van de Trema-normen. Deze zijn geen recht, maar een hulpmiddel om de hoogte te bepalen. De afwijking moet dan wel gemotiveerd worden.
Aangenomen is het Voorstel van wet van de leden Van Oosten, Kuiken en Groothuizen tot wijziging van Boek 1 van het Burgerlijk Wetboek en van enige andere wetten in verband met de herziening van het stelsel van partneralimentatie (Wet herziening partneralimentatie), dat de duur beperkt, De beoogde ingangsdatum is 1 januari 2020.

## Kinderalimentatie
Een ouder moet voor de kinderen de kosten van verzorging en opvoeding betalen, totdat zij 18 jaar zijn. Als het kind meerderjarig wordt, houdt echter de financiële verplichting niet op. Een ouder heeft voor de kinderen van 18, 19 en 20 jaar een "voortgezette onderhoudsplicht". Dit betekent dat hij of zij de kosten van levensonderhoud en studie moet betalen.
Het kan voorkomen dat een kind van 18, 19 of 20 jaar wel in zijn of haar onderhoud kan voorzien, bijvoorbeeld omdat hij of zij werkt. De alimentatie kan als het kind geen aanvullende behoefte meer heeft in overleg met het kind gestopt worden. Kan een ouder het niet eens worden met het kind, dan kan hij of zij aan de rechter om beëindiging van de onderhoudsverplichting vragen.
Een aparte regeling geldt voor 'stiefouders'. Zolang een kind deel uitmaakt van het gezin van zijn ouder en diens nieuwe echtgenoot is die nieuwe echtgenoot onderhoudsplichtig. Die onderhoudsplicht eindigt als het huwelijk ontbonden wordt. Als echter de stiefouder ook het gezag heeft gehad, dan blijft deze ook na de echtscheiding onderhoudsplichtig. Deze onderhoudsplicht is in tijd begrensd: de termijn is de duur dat het gezag heeft bestaan. Stel, het gezamenlijk gezag van de ouder en de niet-ouder wordt na vijf jaar beëindigd. De niet-ouder is daarna nog vijf jaar verplicht het kind te onderhouden.
Kinderalimentatie kan op twee manieren worden vastgesteld, namelijk:
1. De ex-partners kunnen samen afspraken maken over het alimentatiebedrag. Deze afspraken leggen zij schriftelijk vast in een convenant. De rechter kan dit bedrag op verzoek van een van de ouders wijzigen als het te laag is. Als het kind 18 jaar wordt, moet het zelf een afspraak maken met de betalende ouder, of een verzoekschrift indienen als dit niet lukt. Dit geldt ook als het kind tijdens de scheiding 18, 19 of 20 jaar is.
2. De ex-partners zijn niet in staat afspraken te maken over het alimentatiebedrag. De rechter stelt dan een bedrag per kind vast dat maandelijks moet worden betaald. Het kan gebeuren dat de betalende ouder en het meerderjarige kind het niet eens kunnen worden over de hoogte van het alimentatiebedrag. De rechter kan dan ook voor meerderjarige kinderen een bedrag vaststellen.

De rechter kan het alimentatiebedrag wijzigen als:
- de omstandigheden van de ex-partners of van het kind gewijzigd zijn. Het alimentatiebedrag kan in de nieuwe omstandigheden onredelijk zijn;
- de rechter bij zijn of haar eerdere beslissing is uitgegaan van verkeerde of onvolledige gegevens.

## Hoogte van de partneralimentatie
De rechter houdt bij het vaststellen van het alimentatiebedrag rekening met de behoefte van degene die alimentatie vraagt of ontvangt. Ook houdt de rechter rekening met de draagkracht van degene die alimentatie moet betalen. De rechter weegt de behoefte van de ene partij af tegen de draagkracht van de andere partij. Het kan voorkomen dat de een het gevraagde bedrag nodig heeft om rond te komen, maar dat de ander dat bedrag absoluut niet kan opbrengen. De rechter kan dan nooit het gevraagde bedrag als alimentatie vaststellen.

### Financiële gevolgen
De rechter moet de financiële gevolgen van de scheiding zo eerlijk mogelijk over beide partijen verdelen. Heeft u bijvoorbeeld geen eigen inkomsten, maar kunt u wel werken, dan houdt de rechter daar rekening mee.

### Woonkosten bij scheiding
De rechter houdt ook rekening met de woonkosten. Misschien kan een van beide partijen goedkoper gaan wonen of een deel van het huis verhuren. Misschien zijn er nog thuiswonende kinderen die al verdienen. De rechter kijkt dan of zij kostgeld kunnen betalen. Het gaat er dus niet om of iets wel of niet gebeurt. Voor de rechter is van belang of iets in redelijkheid kan worden gevraagd.

### Beslissing rechter partneralimentatie
De rechter baseert zijn beslissing op de informatie in het verzoekschrift en het verweerschrift en op de informatie die beide partijen en hun meerderjarige kind op de zitting geven. Geef daarom zowel in uw verzoekschrift/verweerschrift als op de zitting alle informatie die van belang is. Zowel over uzelf, als over de situatie van de andere partij. Het moet wel om zakelijke informatie gaan, die voor de vaststelling van de alimentatie van belang is en waarvan u de bewijsstukken kunt laten zien.

### Inkomsten en uitgaven
De volgende inkomsten en uitgaven (te vermeerderen met de toeslagen of kortingen waarop aanspraak kan worden gemaakt) zijn van belang voor het oordeel van de rechter:
- inkomsten uit arbeid;
- studiefinanciering;
- uitkeringen;
- pensioen;
- inkomsten uit onderhuur;
- rente en andere inkomsten uit vermogen;
- bijdragen aan het huishouden van anderen, met wie u een gemeenschappelijke huishouding voert;
- bestaande mogelijkheden om inkomsten uit te breiden;
- uw vermogen;
- huurbetalingen;
- aflossingen van uw hypotheek, rente en vaste lasten. Daarbij moet u ook het deel van de hypotheek vermelden dat nog niet is afbetaald. Elk jaar geeft de hypotheekbank een overzicht van het nog af te lossen hypotheekbedrag;
- verzekeringen;
- noodzakelijke regelmatige reiskosten;
- financiële verplichtingen voor anderen;
- kosten van bijzondere medische verzorging voor uzelf of voor uw gezinsleden;
- kosten die u moet maken om uw werk te kunnen uitoefenen;
- schulden.

### Zelf berekenen alimentatie
- Via de website van het Nationaal Instituut voor Budgetvoorlichting (Nibud) kan tegen betaling de Geldwijzer Alimentatie worden besteld. In de Geldwijzer Alimentatie staat uitvoerig beschreven hoe de rechter alimentatie vaststelt.
- Het Tremarapport Alimentatienormen bevat normen of richtlijnen, die bij de vaststelling van alimentatie kunnen worden gehanteerd. Het rapport wordt samengesteld door de Werkgroep Alimentatienormen van de Nederlandse Vereniging voor Rechtspraak.

### Gevolgen alimentatie bij samenwonen of hertrouwen
De rechter kan op verzoek het alimentatiebedrag wijzigen als de omstandigheden van u of uw ex-partner gewijzigd zijn. Als degene die alimentatie ontvangt opnieuw trouwt, een geregistreerd partnerschap aangaat of gaat samenwonen, vervalt het recht op alimentatie voorgoed. Als degene die alimentatie betaalt opnieuw trouwt, een geregistreerd partnerschap sluit of gaat samenwonen, heeft dat vaak gevolgen voor diens draagkracht. Het kan zijn dat zo iemand meer geld nodig heeft voor het nieuwe gezin en daarom aan de rechter vraagt om vermindering van de alimentatie.

## Wet herziening kinderalimentatie
In 2004 heeft de Minister van Justitie de Wet herziening kinderalimentatie (29480) ingediend. De berekening van alimentatie, die nu gebaseerd is op de Tremanormen, zou onder het nieuwe stelsel op basis van het belastbaar inkomen van de onderhoudsplichtige worden vastgesteld. Dit gaf soms onredelijke uitkomsten. Het wetsvoorstel is ingetrokken door de minister, omdat het op veel weerstand stuitte en er een zeer negatief advies van de Raad van State over was uitgebracht.